# 布烈氏黃芩
布烈氏黃芩（学名：Scutellaria playfairii）为唇形科黃芩屬下的一个种。

## 扩展阅读
- 維基物種上的相關：布烈氏黃芩